# Hans Luther

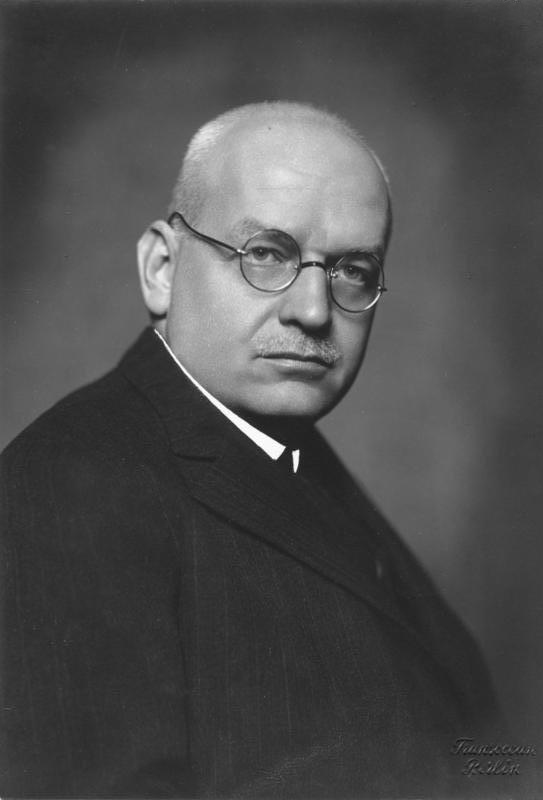
Ông Hans Luther, nguyên Thủ tướng, nguyên Bộ trưởng Bộ Tài chính Đức.

Hans Luther (10 tháng 3 năm 1879 - 11 tháng 5 năm 1962) là một chính trị gia người Đức và Thủ tướng Đức trong 482 ngày từ năm 1925 đến năm 1926. Trong vai trò Bộ trưởng Bộ Tài chính, ông đã giúp ổn định Mác Đức trong suốt quá trình siêu lạm phát Của 1923. Từ năm 1930 đến 1933, Luther là người đứng đầu Reichsbank và từ năm 1933 đến năm 1937 ông phục vụ như đại sứ Đức tại Washington.

## Tiểu sử
Hans Luther sinh ra ở Berlin vào ngày 10 tháng 3 năm 1879 thành một gia đình theo dòng Luther như con của Otto (1848-1912), một thương gia giỏi, và Wilhelmine Luther (nhũ danh Hübner).
Sau khi đạt được Abitur tại Leibniz-Gymnasium / Berlin, Luther học luật tại Genève, Kiel và Berlin từ 1897-1901. Các giáo sư của ông bao gồm Otto von Gierke, Franz von Liszt, Heinrich Brunner, Gustav von Schmoller và Hugo Preuss. Năm 1904, Luther được trao giải Dr.jur. Cho luận án của mình Die Zuständigkeit des Bundesrats zur Entscheidung von Thronstreitigkeiten innerhalb des Deutschen Reiches. Ông đã vượt qua kỳ thi Thẩm định viên năm 1906 và làm việc trong chính quyền Phổ, vào năm 1906/07 tại hội đồng thành phố Charlottenburg, nay là một phần của Berlin.
Luther đã kết hôn hai lần. Từ 1907-1924 đến Gertrud (nhũ danh Schmidt, 1880-1924) và từ năm 1953 đến Gertrud Sioli (nhũ danh Mautz). Ông có ba người con gái từ cuộc hôn nhân đầu tiên của mình.